# Investigation Discovery
Investigation Discovery, kurz ID, ist ein US-amerikanischer Fernsehsender der Warner Bros. Discovery mit Sitz in Maryland. Er konzentriert sich vollständig auf Dokumentarfilme und Reportagen mit dem Schwerpunkt „True Crime“; vor allem über Tötungsdelikte, aber auch Entführungen, Stalking, sexuelle Nötigung, häusliche Gewalt und Vermisstenfälle.
Laut eigenen Angaben erreicht der Sender 85 Millionen amerikanische Haushalte.

## Geschichte
Der Fernsehsender startete 1996 unter dem Namen Discovery Civilization Network: The World History and Geography Channel. Er war einer von vier Digitalsendern, die gleichzeitig im Oktober 1996 von Discovery Communications gestartet wurden. Schon im November 1994 wurden Pläne für einen ähnlich konzipierten Sender mit dem Arbeitstitel Time Traveller bekannt gegeben.

Logo von Januar 2008 bis März 2012

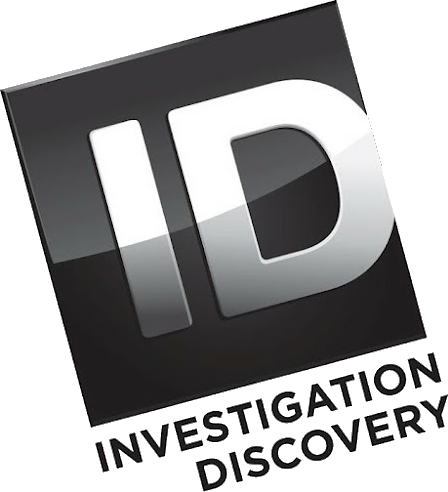
Logo bis 2020

Im April 2002 gaben New York Times Television und Discovery Communications bekannt, dass sie ein Joint Venture vereinbart haben, um den Sender Discovery Civilization Channel zu betreiben. Bis dahin war der Sender in 14 Millionen Haushalten verfügbar. Ziel des Joint Ventures ist die historischen Fernsehsendungen mit Programmen über aktuelle Ereignisse und Zeitgeschichte zu ergänzen. Am 25. März 2003 wurde der Sender in Discovery Times umbenannt, um sich mehr auf die amerikanische Kultur sowie mehr auf das Wohlergehen der Amerikaner zu konzentrieren. Der vorherige Sendername wurde von Senderverantwortlichen mit etwas abweichender Botschaft (Original: „is a little off-message“) beschrieben. Im April 2006 verkaufte The New York Times seine Anteile am Sender zurück an Discovery Communications.
Am 27. Januar 2008 wurde Discovery Times in Investigation Discovery umbenannt.
Im Jahr 2015 lag Investigation Discovery auf Platz 27 der meistgesehenen Sender in den Vereinigten Staaten.
Im Jahr 2016 war der Sender aufgrund der erneuten hohen Popularität von „True Crime“-Formaten der zweit-reichweitestärkste Kabelsender unter den Frauen zwischen 25 und 54 Jahren. Des Weiteren lag der Sender 2016 und 2017 auf Platz 23 der meistgesehenen Sender in den Vereinigten Staaten.

### Sendername
- 1996–1998: Discovery Civilization Network: The World History and Geography Channel
- 1998–2003: Discovery Civilization Channel
- 2003–2008: Discovery Times
- 2008–heute: Investigation Discovery

## Programm
Die meisten Fernsehsendungen auf Investigation Discovery sind Eigenproduktionen, jedoch werden auch alte Folgen von Fernsehsendungen aus dem Bereich Krimi anderer größerer Fernsehsender gezeigt. Dazu gehören zum Beispiel ABCs 20/20, CBS’ 48 Hours und NBCs Dateline.

### Sendungen
Diese Liste enthält eine bisher noch unvollständige Aufzählung aller Sendungen, die auf Investigation Discovery seit 2008 ausgestrahlt werden bzw. wurden.
aktuelle
- 20/20 on ID
- 48 Hours on ID
- A Crime to Remember
- Alaska: Ice Cold Killers
- American Monster
- An American Murder Mystery
- An ID Murder Mystery
- A Stranger In My Home
- Bad Blood
- Bad Teachers
- Barbara Walters Presents American Scandals
- Beauty Queen Murders
- Behind Mansion Walls
- Betrayed
- Bloodlands
- Blood, Lies, and Alibis
- Blood Relatives
- Breaking Point
- Bride Killas
- Catch My Killer
- Cause of Death
- Cold Blood
- Cry Wolfe
- Cuff Me If You Can
- Dangerous Persuasions
- Dateline on ID
- Dates From Hell
- Dark Minds
- Deadline: Crime With Tamron Hall
- Dead of Night
- Dead Silent
- Deadly Affairs
- Deadly Demands
- Deadly Devotion
- Deadly Doctors
- Deadly Sins
- Deadly Women
- Death By Gossip with Wendy Williams
- Desperate Measures
- Diabolical
- Did He Do It?
- Disappeared
- Do Not Disturb: Hotel Horrors
- Double Cross
- Dream Killer
- Evidence of Evil
- Evil-in-Law
- Evil, I
- Evil in the Desert
- Evil Kin
- Evil Lives Here
- Evil Stepmothers
- Evil Twins
- Facing Evil with Candice DeLong
- Fatal Encounters
- Fatal Vows
- FBI: Criminal Pursuit
- Fear Thy Neighbor
- Final Witness
- Forbidden: Dying for Love
- Forbidden: Love Gone Wrong
- Frenemies: Loyalty Turned Lethal
- Gone
- Grave Mysteries
- Grave Secrets
- Guilty Rich
- Happily Never After
- Handsome Devils
- Hate In America
- Heartbreakers
- Hell House
- Homicide Hunter
- House of Horrors: Kidnapped
- How (Not) To Kill Your Husband
- I (Almost) Got Away With It
- I Am Homicide
- I Was Murdered
- I, Witness
- Ice Cold Killers
- I'd Kill for You
- In the Line of Fire
- Indecent Proposal
- The Injustice Files
- Inspire a Difference
- Judgement Day: Prison or Parole?
- Karma’s a B*tch!
- Killer Clergy
- Killer Confessions
- Killer Instinct with Chris Hansen
- Killer Truckers
- Killer Women with Piers Morgan
- Killing Fields
- Killing Richard Glossip
- Kiss of Death
- Las Vegas Law
- Last Seen Alive
- Let’s Kill Mom
- Long Island Serial Killer
- Love the Way You Lie
- Mail Order Murder
- Manhunt: Unabomber
- March to Justice
- Married with Secrets
- Momsters: When Moms Go Bad
- Most Evil
- Most Infamous
- Most Likely To...
- Motives & Murders
- Murder Among Friends
- Murder Book
- Murder by Numbers
- Murder Calls
- Murder Chose Me
- Murder Comes to Town
- Murder in Paradise
- Murder Is Forever
- Murder U
- My Dirty Little Secret
- My Strange Criminal Addiction
- Nightmare Next Door
- Nowhere to Hide
- Obsession: Dark Desires
- On the Case with Paula Zahn
- On Death Row
- Over My Dead Body
- Pandora’s Box: Unleashing Evil
- Passport to Murder
- People Magazine Investigates
- Poisoned Passions
- Pretty Dangerous
- Pretty Bad Girls
- Real Detective
- Reasonable Doubt
- Redrum
- Scene of the Crime with Tony Harris
- Scorned: Love Kills
- Secret Lives of Stepford Wives
- See No Evil
- Serial Thriller: Angel of Decay
- Serial Thriller: The Chameleon
- Serial Thriller: The Headhunter
- Sex Sent Me to the Slammer
- Shadow of Doubt
- Shattered
- Sinister Ministers
- Sins and Secrets
- Six Degrees of Murder
- Small Town Nightmare
- Southern Fried Homicide
- Southwest of Salem
- Stalked: Someone’s Watching
- Stolen Voices, Buried Secrets
- Street Justice: The Bronx
- Surviving Evil
- Suspicion
- Swamp Murders
- Tamron Hall Investigates
- Tabloid
- The 1980s: The Deadliest Decade
- The Coroner: I Speak for the Dead
- The Detectives Club: New Orleans
- The Devil You Know
- The Killing Hour
- The Mind of a Murderer
- The New Detectives
- The Perfect Murder
- The Perfect Suspect
- The Road to Hell
- The Vanishing Women
- The Wives Did It
- The Worst Thing I Ever Did
- Too Pretty to Live
- True Crime with Aphrodite Jones
- True Nightmares
- Truth Is Stranger Than Florida
- Twisted
- Twisted Tales of 9 to 5
- Unmasking a Serial Killer
- Unraveled
- Until Proven Innocent
- Untouchable: Power Corrupts
- Unusual Suspects: Deadly Intent
- Vanity Fair Confidential
- Village of the Damned: Welcome to Dryden
- Very Bad Men
- Web of Lies
- Whatever Happened To...?
- Who Killed Jane Doe?
- Who the (Bleep) Did I Marry?
- Who the (Bleep)...
- Wicked Attraction
- The Will
- Wives with Knives
- Women in Prison
- Young, Hot & Crooked
- Your Number’s Up
- Your Worst Nightmare

ehemalige
- 50 Ways To Leave Your Lover
- A Checklist for Murder
- A Haunting
- American Occult
- Big Law: Deputy Butterbean
- Body of Evidence: From the Case Files of Dayle Hinman
- Call 911
- Crime Scene University
- Dallas DNA
- Deranged
- Elder Skelter
- Escaped
- Extreme Forensics
- Forensic Detectives
- Forensics: You Decide
- Hookers: Saved on the Strip
- Hostage: Do or Die
- I Escaped: Real Prison Breaks
- I Married a Mobster
- Killer Trials: Judgment Day
- Life of a Crime
- Mega Heist
- Main Street Mysteries
- Nothing Personal
- O.J. Simpson Trial: The Real Story
- O.J.: Trial of the Century
- Personal Justice
- Prison Wives
- Real Interrogations
- Real Vice Miami
- Reel Crime/Real Story
- Solved
- Unusual Suspects

## Weitere internationale Ableger
2009 wurden lokale Ableger von Investigation Discovery im Vereinigten Königreich, Irland, Polen, Rumänien, Ungarn, Griechenland, Serbien, Slowenien, Kroatien, Bosnien, Montenegro und Lettland gestartet. In 2011 auch in den Niederlanden sowie 2012 in Lateinamerika. Zwei Jahre später ebenfalls in Indien, Südafrika und Dänemark.
Ein zweiter Sender mit dem Sendernamen Investigation Discovery Xtra wurde in Zentral- und Osteuropa, im Mittleren Osten sowie in Afrika gestartet.
Einen deutschsprachigen Ableger gibt es bisher noch nicht. Jedoch wurden von Oktober 2018 bis Februar 2019 auf dem deutschen Sender TLC Deutschland alle True-Crime-Fernsehsendungen unter dem Programmlabel-Namen Investigation Discovery gezeigt. Davor wurden diese unter dem Label TLC Crime gezeigt. Die Pläne für einen deutschen Ableger IDs wurden im Februar 2019 verworfen.